# Barbula fuscomucronata
Barbula fuscomucronata là một loài rêu trong họ Pottiaceae. Loài này được (Müll. Hal.) A. Jaeger mô tả khoa học đầu tiên năm 1880.